# Juan Requesens
Pour les articles homonymes, voir Requesens et Martínez.
Juan Carlos Requesens Martínez est un homme politique vénézuélien.

## Biographie
Élu député lors des élections législatives vénézuéliennes de 2015, il est arrêté le 8 août 2018. Condamné à huit ans de prison pour avoir selon le régime, avoir perpetré l'attaque de drone à Caracas, il est libéré en octobre 2023.